# Timbercreek Canyon

Mapa hrabstwa Randall w Teksasie z zaznaczeniem Timbercreek Canyon

Timbercreek Canyon – wieś w Stanach Zjednoczonych, w stanie Teksas, w hrabstwie Randall.